# Assedio di Belgrado (1456)
Dopo la caduta di Costantinopoli nel 1453, che aveva messo fine all'Impero Romano d'Oriente, il sultano ottomano Maometto II stava preparando le sue forze per conquistare il Regno d'Ungheria. Il suo primo obiettivo era catturare la fortezza di Belgrado (in ungherese Nándorfehérvár), città allora sul confine. Ad aspettarlo c'era János Hunyadi, un nobile della Transilvania che combatteva i Turchi da due decenni a capo dell'esercito ungherese.
L'assedio si trasformò in una battaglia di grandi dimensioni che Hunyadi terminò con un improvviso contrattacco che conquistò il campo turco, costringendo il sultano, già ferito, a togliere l'assedio e ritirarsi. Si dice che l'assedio di Belgrado decise la sorte della cristianità.
La campana di mezzogiorno fu ordinata durante l'assedio da Papa Callisto III per invitare i credenti a pregare per la vittoria e ancora oggi ricorda la vittoria in tutto il mondo.

## Preparativi
Alla fine del 1455 dopo una riconciliazione pubblica con tutti i suoi avversari Hunyadi cominciò i preparativi. Approvvigionò e armò la fortezza a sue spese e vi lasciò una guarnigione comandata da suo cognato Mihály Szilágyi e dal suo figlio maggiore László Hunyadi. Poi si dedicò all'arruolamento di una armata di soccorso e di una flotta di 200 corvette, dovette fare tutto ciò con le sue sole forze e risorse, dato che nessun altro signore lo aiutò poiché temevano il potere che Hunyadi stava accumulando più degli stessi Turchi.
Il suo unico alleato era il frate francescano Giovanni da Capestrano; incaricato dal papa assieme ad altri sei confratelli, egli predicò in favore della crociata così efficacemente che i contadini ed i piccoli proprietari terrieri, scarsamente armati (molti dei quali non avevano altro che fionde e falci) ma pieni di entusiasmo, si aggregarono all'effettivo di Hunyadi, il grosso del quale era composto di bande di mercenari e di alcune compagnie di cavalieri. In tutto, Hunyadi mise in piedi una forza di 25-30000 uomini.

## L'assedio
Tuttavia, prima che tali forze fossero messe insieme, l'esercito invasore di Maometto II (160000 uomini secondo le prime stime, 60-70000 secondo ricerche più recenti) arrivò a Nándorfehérvár. Il 4 luglio del 1456 l'assedio iniziò. Szilágyi poteva contare solo su 5-7000 uomini all'interno del castello. Maometto iniziò l'assedio alla base del promontorio ed iniziò a far fuoco sulle mura il 29 giugno del 1456. Dispose i suoi uomini in tre sezioni. Il corpo dei Rumeli (cioè gli Europei) ebbe la maggioranza dei suoi 300 cannoni e la sua flotta di circa 200 navi fluviali ebbe il resto. I Rumeli furono disposti sul lato destro, mentre i corpi originari dell'Anatolia furono disposti sul lato sinistro. Nel mezzo stava la guardia personale del sultano, i Giannizzeri, ed il suo posto di comando. I corpi Anatolici ed i Giannizzeri erano entrambi tipi diversi di fanteria pesante.
Maometto posizionò le sue navi principalmente a nord-ovest della città per pattugliare la zona paludosa ed assicurarsi che la fortezza non ricevesse rinforzi. Fece inoltre tenere d'occhio la Sava da sud-ovest, per evitare che la fanteria fosse attaccata da un fianco dall'esercito di Hunyadi. Il Danubio era controllato ad est dagli spahi, la cavalleria pesante del sultano, per evitare di essere affiancati alla destra. Questa forza formidabile trovò la resistenza di soltanto 7000 uomini nella fortezza, sebbene anche i cittadini serbi abbiano dato manforte contro gli attacchi musulmani.

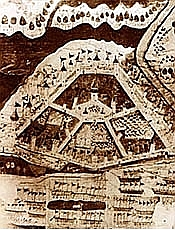
Assedio di Belgrado 1456 (Da un manoscritto turco del XV secolo).

Quando Hunyadi ne ebbe notizia, si trovava nel sud dell'Ungheria per reclutare cavalleria leggera per l'esercito con il quale intendeva rompere l'assedio. Sebbene pochi dei suoi compagni nobili volessero fornirgli truppe, accadde che i contadini furono più che desiderosi di unirsi a lui. Giovanni da Capestrano era stato mandato in Ungheria dal Papa per predicare contro gli eretici, come i greci ortodossi, e lì incontrò il cardinal Giovanni Carvajal che gli consegnò il breve nel quale il papa gli affidava il compito di promuovere la Crociata contro gli Ottomani. Nonostante predicasse in latino perché non conosceva le lingue locali, riuscì a riunire una grande armata, sebbene scarsamente addestrata ed equipaggiata, di contadini con la quale si mosse verso Belgrado. Viaggiò insieme a Hunyadi, ma comandò separatamente. I due avevano tra i 40 ed i 50000 uomini circa.

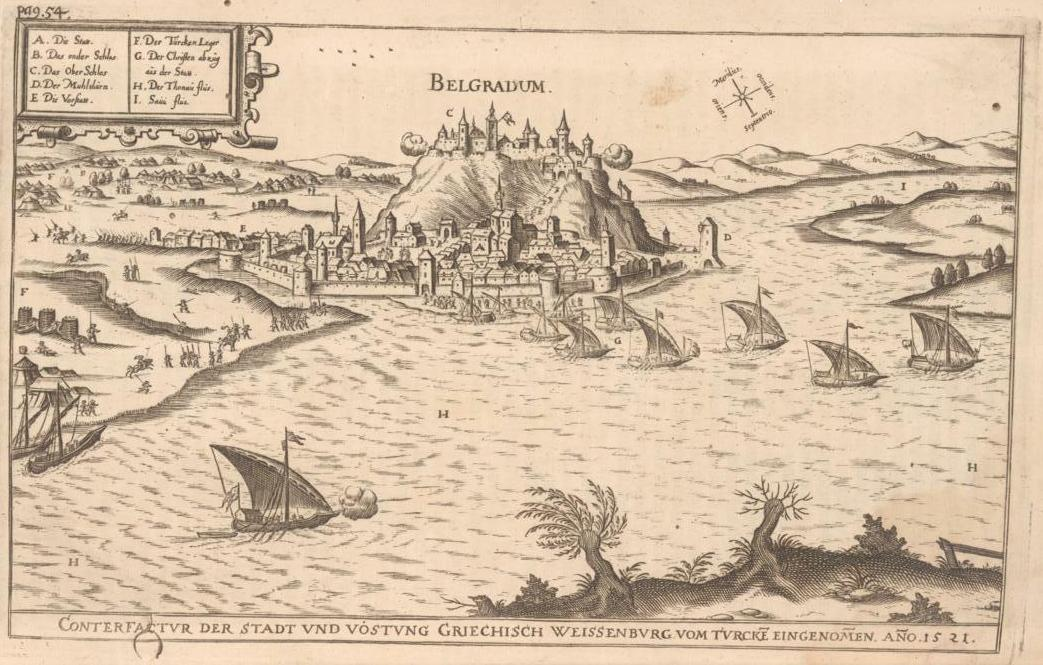
La fortezza di Belgrado come appariva nel Medioevo. Sono visibili la città alta e quella bassa con il palazzo.

I difensori, in presenza di forze soverchianti, facevano affidamento principalmente sulla resistenza del formidabile castello di Belgrado, che era a quel tempo uno dei meglio costruiti dei Balcani. Quando Belgrado fu designata capitale del principato serbo dal despota Stefan Lazarević, nel 1404 dopo la battaglia di Angora, molto era stato fatto per trasformare la piccola ed antica rocca bizantina in un forte bastione, degno di una capitale. Dato che i raid ottomani erano attesi, in seguito alla ripresa dopo le sconfitte contro i Mongoli, furono utilizzate tecniche costruttive avanzate tipiche delle fortezze arabe e bizantine, imparate durante il periodo di conflitto, a partire dall'undicesimo secolo, che vide operazioni militari di Ottomani e Selgiuchidi trasformare il Vicino Oriente.
Il castello fu progettato, nella forma più elaborata, dotato di tre linee difensive; castello interno con il palazzo e il grande dongione, la città alta, campo base militare con quattro cancelli e doppia cinta di mura e la città bassa con la cattedrale nel centro urbano ed un porto sul Danubio, furono abilmente separate da trincee cancelli ed alte mura. Il risultato fu uno dei più grandi successi dell'architettura militare del Medioevo. Dopo l'assedio gli Ungheresi rinforzarono i lati a nord ed a est con un ulteriore cancello e diverse torri, una delle quali, la torre detta Nebojsa, fu costruita per l'artiglieria.

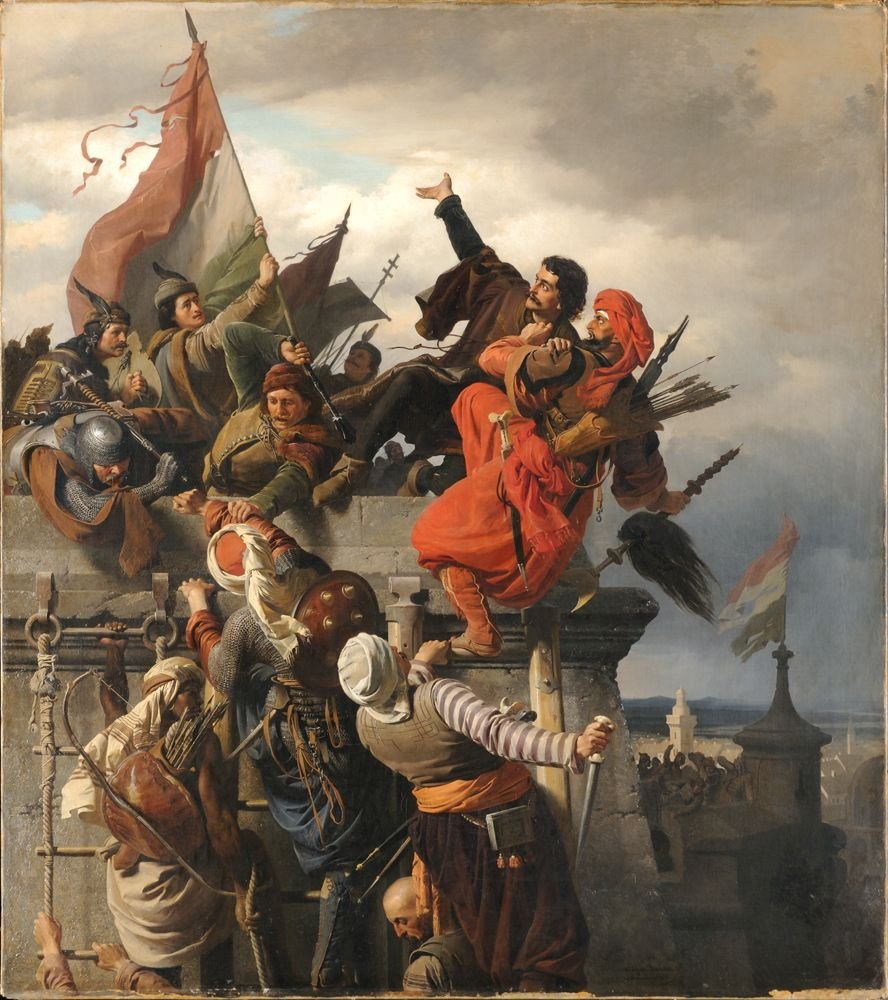
L'eroismo di Titus Dugović, dipinto ungherese del XIX secolo

Il 14 luglio 1456 Hunyadi giunse alla città, completamente circondata, con la sua flotta sul Danubio mentre la flotta turca lo bloccava. Ruppe il blocco navale il 14 luglio, affondando tre grandi galee Ottomane e catturando quattro grandi vascelli e 20 piccoli natanti. Distruggendo la flotta del Sultano Hunyadi poté trasportare le sue truppe e ancor più importante, cibo dentro la città. La difesa della rocca fu così rinforzata.
Tuttavia Maometto II non aveva intenzione alcuna di interrompere l'assedio e, dopo una settimana di intenso fuoco d'artiglieria, furono aperte diverse brecce nelle mura. Il 21 luglio Maometto II ordinò un massiccio assalto che iniziò al tramonto e continuò tutta la notte. Gli assedianti allagarono la città e cominciarono l'assalto alla rocca. Essendo il momento cruciale dell'assedio Hunyadi ordinò ai difensori di gettare legno coperto da pece o altro materiale infiammabile e di appiccarvi il fuoco. Ben presto muri di fiamme separarono i giannizzeri dai loro compagni che stavano penetrando nella città bassa attraverso le brecce.
La battaglia che infuriava tra i giannizzeri intrappolati ed i soldati di Szilágyi dentro la città bassa, vedeva ora i cristiani prevalere e gli ungheresi riuscirono a respingere l'assalto fuori le mura.
I giannizzeri rimasti in città furono massacrati, mentre le truppe turche che tentavano di entrare presso le brecce soffrirono pesanti perdite. Quando un soldato turco quasi riuscì ad issare la bandiera del sultano sulla cima del bastione, un soldato di nome Titus Dugović (Dugovics Titusz in ungherese) lo afferrò ed entrambi caddero dalle mura (Per quest'atto di eroismo il figlio di János Hunyadi, Re di Ungheria Mattia Corvino elevò al rango di nobile il figlio di Tito, tre anni più tardi).

## La Battaglia

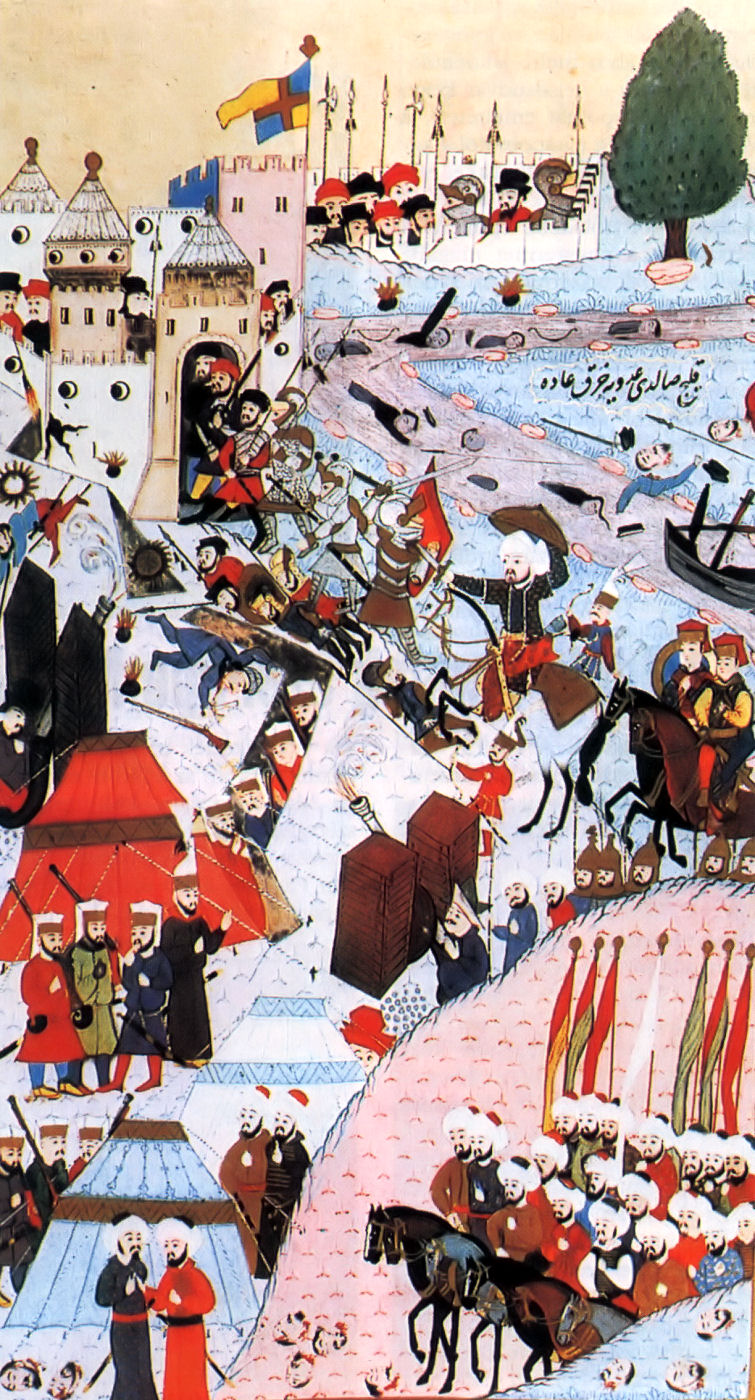
Assedio di Belgrado 1456. Hünername 1584

Il giorno seguente accadde qualcosa di inatteso. I contadini/crociati iniziarono un'azione spontanea e forzarono Capestrano e Hunyadi a sfruttare la situazione. Nonostante gli ordini di Hunyadi ai difensori, di non tentare di depredare le posizioni turche, alcune unità muovendosi tra le fortificazioni semidistrutte, presero posizione sulla linea turca e cominciarono ad attaccare i soldati nemici.
Gli spahi turchi tentarono senza successo di disperderli. Improvvisamente altri cristiani si unirono alla scaramuccia, fuori le mura. Quello che era iniziato come un incidente isolato, divenne presto una vera battaglia su larga scala.
Capestrano per prima cosa tentò di richiamare i suoi uomini indietro all'interno delle mura, ma presto si trovò circondato da circa 2000 Crociati. Allora cominciò a condurli verso le linee Ottomane, gridando le parole di San Paolo: "Colui che ha iniziato in voi quest'opera buona, la porterà a compimento!" (Filippesi 1,6).
Capestrano condusse i suoi crociati alla retroguardia turca attraversando il fiume Sava. Nello stesso tempo, Hunyadi intraprese una disperata carica con la fanteria pesante fuori dal forte per cercare di catturare le posizioni dei cannoni nel campo Turco.
Presi di sorpresa da questo inaspettato evolversi della situazione e, come affermano alcuni cronisti, paralizzati da una qualche inspiegabile paura, i turchi batterono in ritirata. La guardia personale del Sultano, composta da circa 5000 giannizzeri, tentò disperatamente di fermare il dilagare del panico e di riconquistare il campo, ma in quel momento anche l'armata di Hunyadi era entrata in campo in quella battaglia inaspettata e gli sforzi Turchi divennero inutili. Lo stesso Sultano si gettò in mischia e uccise un cavaliere in un combattimento singolo, ma poi fu colpito da una freccia nella coscia e perse i sensi. Dopo la battaglia ai combattenti Ungheresi fu ordinato di trascorrere la notte dentro le mura della fortezza e di stare all'erta per dei possibili contrattacchi turchi, i quali però non arrivarono.
Con il favore dell'oscurità i turchi si ritirarono precipitosamente, portando i loro feriti su 140 carri. Nella città di Sarona, il sultano riprese conoscenza. Appena seppe che la sua armata era stata sconfitta, molti dei suoi comandanti uccisi e tutto l'equipaggiamento abbandonato, al ventiquattrenne sovrano fu a mala pena impedito di suicidarsi con del veleno. Gli attacchi a sorpresa avevano causato pesanti perdite e molta confusione. Così, durante la notte un Maometto sconfitto ritirò le sue forze rimaste e ritornò a Costantinopoli.

## Conseguenze
Gli ungheresi dovettero comunque pagare un caro prezzo per questa vittoria, poiché la peste si diffuse nel campo, nel quale Hunyadi stesso morì tre settimane dopo (11 agosto 1456)
Come la progettazione della fortezza mostrò bene durante l'assedio, alcuni ulteriori potenziamenti furono aggiunti dagli ungheresi. Le mura esterne più deboli, dove gli ottomani avevano fatto breccia per entrare nella città alta, furono rinforzate con la porta Zidan e la possente torre Nebojsa. Questa fu l'ultima delle grandi modifiche apportate alla fortezza fino al 1521 quando il sultano Solimano il Magnifico infine la catturò.

## Seguito

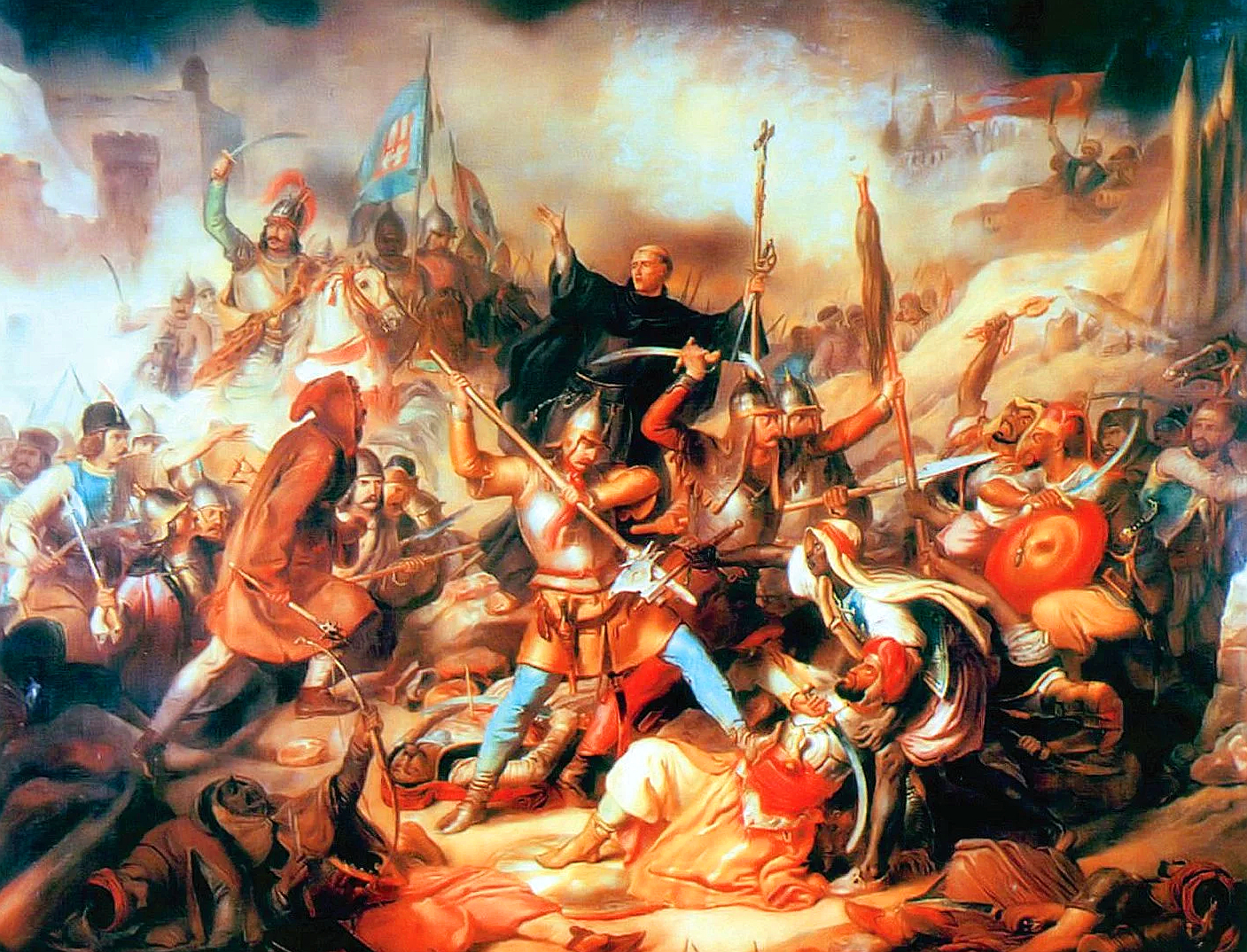
Battaglia di Belgrado, dipinto ungherese del XIX secolo. Nel centro San Giovanni da Capestrano con in mano la croce.

La vittoria fermò l'avanzata dei turchi ottomani verso l'Europa cristiana per 70 anni, sebbene essi furono protagonisti di altre incursioni come la presa di Otranto nel 1480-1481 e le razzie di Croazia e Stiria nel 1493.
Durante l'assedio papa Callisto III ordinò che la campane suonassero a mezzogiorno, così da chiamare i credenti a pregare per i difensori - ma in molti luoghi la notizia della vittoria arrivò prima dell'ordine, così questa usanza si trasformò nella commemorazione della vittoria e il Papa non lo ritirò. Da allora fino ad oggi le campane continuano a suonare a mezzogiorno.
Dopo che l'assedio di Belgrado aveva fermato l'espansione ottomana in Europa, Serbia e Bosnia furono assorbite nell'impero. La Valacchia, il Khanato Tartaro di Crimea e infine la Moldavia furono semplicemente convertiti in stati vassalli. Non è chiaro perché il sultano non attaccò l'Ungheria e perché abbandonò l'idea di avanzare in quella direzione dopo lo sfortunato assedio di Belgrado. Tuttavia la disavventura di Belgrado indicò che l'impero non poteva espandersi ulteriormente fin quando la Serbia e la Bosnia non fossero state trasformate in basi sicure per le operazioni. Per di più il significativo potere politico e militare dell'Ungheria sotto Mattia Corvino hanno senza dubbio qualcosa a che fare con questa esitazione.
Recentemente è stata avanzata un'ipotesi, molto probabilmente veritiera, secondo la quale Maometto II non aveva interesse nell'occupare l'Ungheria ma guardava al Danubio e alla Sava come ai confini definitivi del suo Impero. L'obiettivo di Maometto era semplicemente quello di convertire i Balcani in una parte organica del suo Impero, il che naturalmente lo portò a combattere per limitare l'influenza ungherese e veneziana nell'area. In quest'ottica l'assedio di Belgrado del 1456 non può essere visto come il primo passo di un grande progetto sull'Ungheria; era stato ideato semplicemente per privare gli ungheresi di una base essenziale per gli attacchi contro i Balcani. Nello stesso tempo, la fortezza era anche la base più appropriata per attacchi contro l'Ungheria: la sua perdita avrebbe aperto il paese alle invasioni. In ogni caso, una cosa è certa: gli equilibri di potere si spostarono definitivamente in favore degli ottomani; tentare di espellerli dall'Europa era ormai diventato uno sforzo senza speranza. E questo fatto determinò le politiche degli altri poteri europei. Anche Mattia abbandonò il progetto di una grande guerra contro i turchi perché sapeva che le sue forze erano insufficienti e difficilmente avrebbe potuto contare su aiuti dall'esterno.
Dopo la battaglia di Mohács del 1526 i turchi ricatturarono i cannoni perduti da Maometto II.